# Croton rudolphianus
Espèce
Croton rudolphianus est une espèce de plantes à fleurs du genre Croton et de la famille des Euphorbiaceae, présente au Brésil (Bahia, Minas Gerais).
Il a pour synonyme :
- Oxydectes rudolphiana, (Müll.Arg.) Kuntze